# Дом, в котором в 1819 году родился писатель Павел Иванович Мельников-Печерский
Дом, в котором в 1819 году родился писатель Павел Иванович Мельников-Печерский — памятник истории и культуры федерального значения в историческом центре Нижнего Новгорода. Одно из старейших сохранившихся зданий города, возведено в 1810-е годы.
Здание имеет мемориальное значение и связано с именами известных деятелей культуры: писателем П. И. Мельниковым-Печерским, оперной певицей Н. П. Рождественской и др.              

## История
Дом, в котором в 1819 году родился писатель Павел Иванович Мельников-Печерский, ведёт свою историю с начала XIX века, является одним из старейших зданий Нижнего Новгорода. Здание, расположенное по красным линиям Мартыновской улицы (Семашко) на углу с Тихоновской улицей (Ульянова), было построено к 1810-м годам, в то время оно принадлежало коллежскому асессору П. П. Сергееву — деду писателя по материнской линии.
В доме родился и провёл первые годы жизни писатель П. И. Мельников-Печерский — выдающийся русский писатель, краевед и этнограф, автор романов «В лесах» и «На горах», в которых были описаны жизнь и быт нижегородских старообрядцев. Дом также связан с фамилией Рождественских, из семьи которых вышли несколько выдающихся деятелей культуры — знаменитое сопрано Всесоюзного радио Н. Рождественская, современный дирижёр Г. Рождественский и другие.
К 1850 — 1860-м годам здание стало главным домом городской усадьбы купчихи Прасковьи Александровны Кречетниковой. В 1858—1860 годах рядом был построен флигель усадьбы (памятник архитектуры регионального значения — Дом П. А. Кречетниковой).   
В конце XX — начале XXI веков исторический квартал, в котором расположен дом, был практически полностью уничтожен стихийной уплотнительной застройкой, сложившееся историческое ландшафтное окружение усадьбы было разрушено.

## Архитектура
Дом одноэтажный деревянный рубленый на каменном цоколе, Г-образный в плане, с развитой мансардой. Имеет сложное объёмно-пространственное решение. Почти квадратный семиосевой по главному фасаду объём вытянут по улице Семашко за счёт пристроенной пониженной части с северной стороны, где расположен исторический вход, с сохранившимся металлическим кованым навесом на ажурных кронштейнах. Окна украшены наличниками с сандриками в виде прямых профилированных полочек на небольших кронштейнах. Под сандриками, украшенными мелкими сухариками и зубчиками, расположен накладной элемент в виде ромба.                                   